# Kay Nielsen
Kay Rasmus Nielsen (12 de marzo de 1886 - 21 de junio de 1957) fue un ilustrador danés, popular a principios del siglo XX, en la llamada «edad de oro de la ilustración». Nielsen también es conocido por sus colaboraciones con Disney, para quien trabajó en numerosos bocetos e ilustraciones, como Fantasía y los primeros bocetos de La sirenita.

## Biografía

### Juventud
Kay Nielsen nació en Copenhague, en una familia artística, ya que sus padres eran actores. El padre de Nielsen, Martinus Nielsen, era el director de Dagmarteater y su madre, Oda Nielsen, era una de las actrices más célebres de su tiempo, ambos en el Teatro Real Danés y en el Dagmarteater. Nielsen estudió arte en París, en las academias: Académie Julian y Académie Colarossi de 1904 a 1911; desde allí se mudó a Inglaterra de 1911 a 1916.
Recibe su primer encargo en la compañía inglesa de Hodder y Stoughton para ilustrar una colección de cuentos de hadas, proporcionando 24 ilustraciones a color y más de 15 ilustraciones a tinta para «In Powder and Crinoline» (1913), relatos de Sir Arthur Quiller-Couch. Ese mismo año, Nielsen también fue contratado por The Illustrated London News para producir un conjunto de cuatro ilustraciones que debían acompañar a los cuentos de Charles Perrault; las ilustraciones de Nielsen fueron para La Bella Durmiente del Bosque, El Gato con Botas, La Cenicienta y Barba Azul. Sus ilustraciones fueron publicadas en la edición navideña de 1913

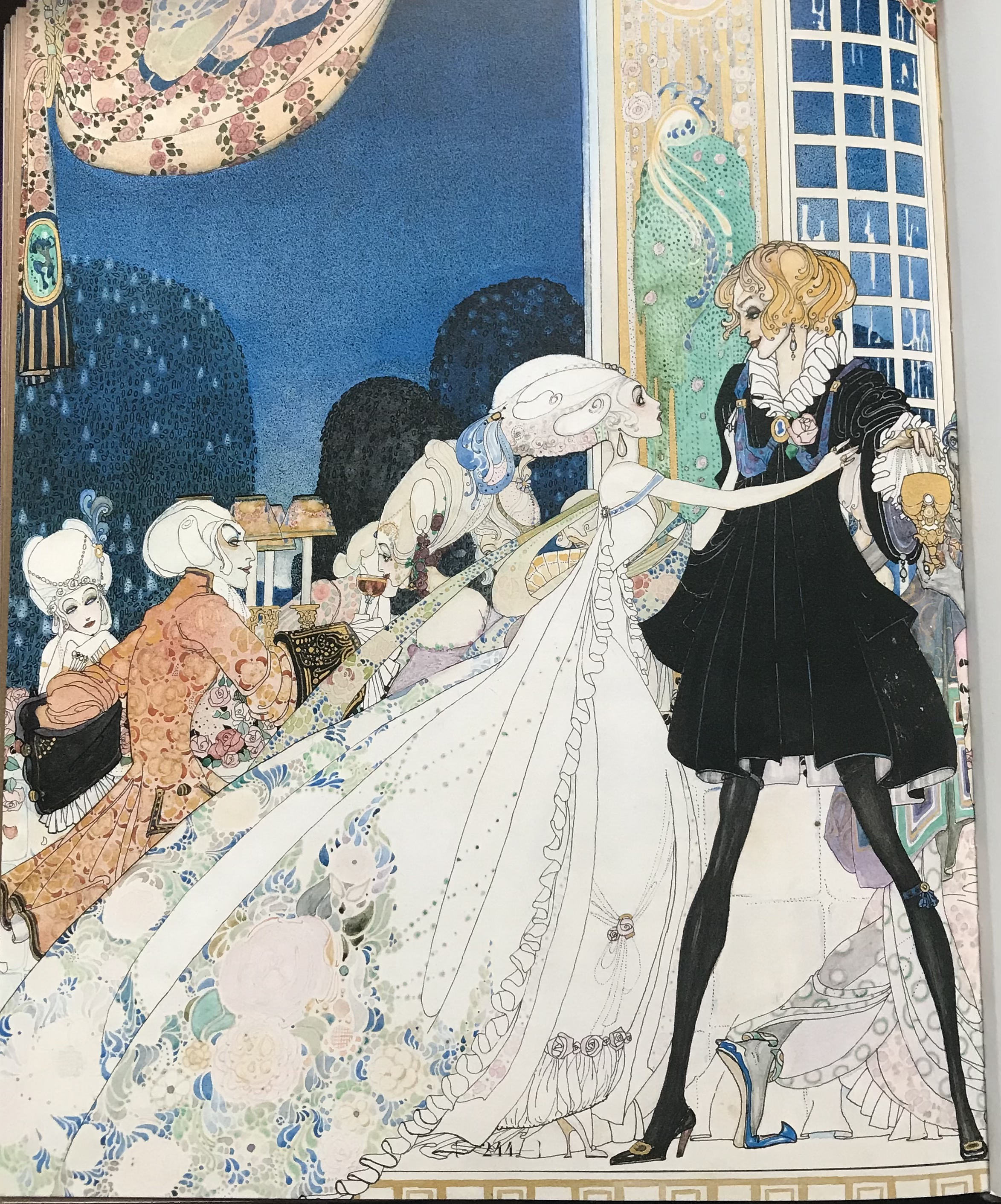
Ilustración para el libro de cuentos «In Powder and Crinoline».

### Carrera artística

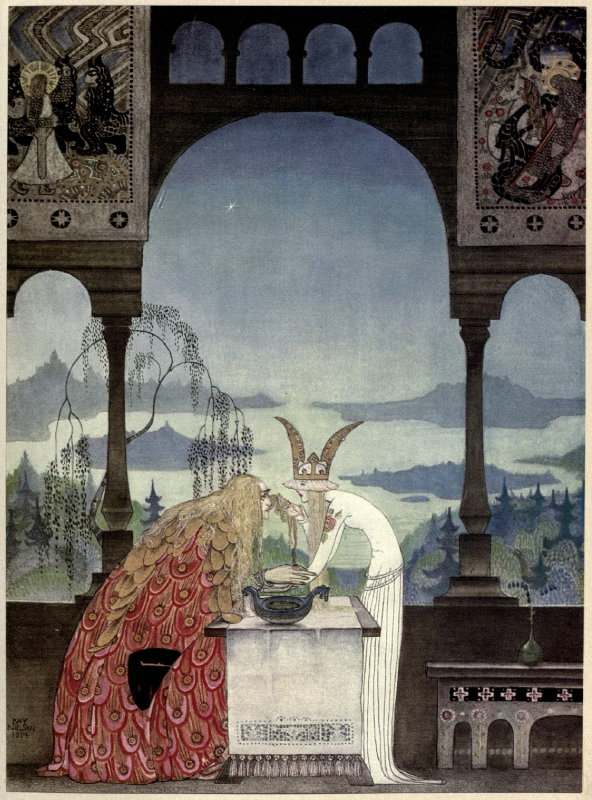
Ilustración para el cuento The Three Princesses of Whiteland, incluido en el libro «East of the Sun and West of the Moon».

Un año más tarde en 1914, Nielsen proporciono 25 ilustraciones a color y más de 21 imágenes en blanco y negro, para una colección de cuentos nórdicos titulada East of the Sun and West of the Moon. Las ilustraciones a color para los dos libros mencionados  («In Powder and Crinoline» y  «East of the Sun and West of the Moon» )se realizaron mediante un proceso de cuatro colores, en contraste con muchas de las ilustraciones realizadas por sus coetáneos que usaban el tradicional proceso de tres colores. Ese mismo año también produjo tres ilustraciones con escenas de la vida de Juana de Arco. 
Mientras pintaba paisajes en la zona de Dover, Nielsen contactó con The Society of Tempera Painters, donde aprendió nuevas habilidades. En 1917, partió hacia Nueva York donde se realizó una exposición de su obra y posteriormente regresó a Dinamarca. Junto con su colaborador, Johannes Poulsen, pintó escenarios para el Teatro Real Danés de Copenhague. Durante este tiempo, Nielsen también trabajó en un extenso conjunto de ilustraciones destinadas a acompañar una traducción de Las mil y una noches que había sido emprendida por el erudito árabe, el profesor Arthur Christensen. Estas ilustraciones permanecieron escondidas sin ser editadas hasta tiempo después de su muerte.
Durante la década de 1920, Nielsen volvió a la escenografía en Copenhague diseñando decorados y vestuario para teatro profesional. Durante ese tiempo, a los 40 años, se casó con la carismática Ulla Pless-Schmidt. En aquel momento llegó a ser uno de los artistas más famosos provenientes del norte de Europa .
Tras su trabajo en los escenarios de Copenhague, Nielsen volvió a la ilustración gracias a la publicación de Fairy Tales de Hans Christian Andersen en 1924. Ese título incluía 12 láminas a color y más de 40 ilustraciones monocromas. Un año más tarde, ilustró Hansel y Gretel y otras historias de los hermanos Grimm, para la primera publicación en color con 12 imágenes en color y más de 20 ilustraciones monocromas detalladas. Pasaron otros cinco años antes de la publicación de Red Magic, último título ilustrado por Nielsen. La versión de 1930 de Red Magic incluía 8 ilustraciones a color y más de 50 monocromáticas.

### Trabajo enDisney
En 1939 Nielsen llegó a California y trabajó en algunos estudios de Hollywood. Gracias a las referencias proporcionadas por Joe Grant consiguió formar parte de la compañía Disney, durante cuatro años de 1937 a 1941. Sus trabajos se utilizaron para Una noche en el Monte Pelado y Ave Maria, dos secuencias del largometraje Fantasia. Trabajó también en unos bocetos de las primeras ideas que el estudio tuvo sobre La Sirenita que no llegaron a realizarse.

## Últimos años  y muerte
Nielsen regresó brevemente a Dinamarca  desesperado en busca de empleo. Pero allí tampoco encontró demanda para sus creaciones. Pasó sus últimos años en la pobreza. Sus últimos trabajos fueron para escuelas locales, como The First Spring, mural instalado en el centro educativo Central Junior High School (Los Ángeles) e iglesias como su pintura para la Capilla Wong de la iglesia protestante First Congregational Church of Los Angeles, ilustrando el Salmo 23.
Murió el 21 de junio de 1957 (71 años) a causa de un fuerte catarro (agravado por su condición de fumador). Su mujer Ulla murió tan solo un año después.

## Filmografía
| Año  | Título                                          | Créditos                                                         |
| ---- | ----------------------------------------------- | ---------------------------------------------------------------- |
| 1940 | Fantasía                                        | Director de arte - Segmento Una Noche en Bald Montaña/Ave Maria" |
| 1956 | El Mundo Mágico de Disney (Serie de televisión) | Artista de diseño y Estilista de Arte - El Verosímil Imposible   |
| 1989 | La Sirenita                                     | Artista de Desarrollo visual (póstumo)                           |